# Siccia nigra
Siccia nigra är en fjärilsart som beskrevs av Van Eecke 1927. Siccia nigra ingår i släktet Siccia och familjen björnspinnare. Inga underarter finns listade i Catalogue of Life.